# Trixoscelis millennica
Trixoscelis millennica är en tvåvingeart som beskrevs av Woznica 2000. Trixoscelis millennica ingår i släktet Trixoscelis och familjen myllflugor.
Artens utbredningsområde är Namibia. Inga underarter finns listade i Catalogue of Life.